# واشینگتن (میزوری)
واشینگتن (به انگلیسی: Washington) شهری در شهرستان فرانکلین ایالت میزوری است که جمعیت آن در سرشماری سال ۲۰۱۰ میلادی ۱۳٫۹۸۲ نفر بوده است.